# Дружний (Ленінськ-Кузнецький округ)
Дру́жний (рос. Дружный) — селище у складі Ленінськ-Кузнецького округу Кемеровської області, Росія.
Стара назва — Підсобне хозяйство.

## Населення
Населення — 67 осіб (2010; 86 у 2002).
Національний склад (станом на 2002 рік):
- росіяни — 90 %